# Staurotheca profunda
Staurotheca profunda är en nässeldjursart som beskrevs av Peña-Cantero och Vervoort 2003. Staurotheca profunda ingår i släktet Staurotheca och familjen Sertulariidae.
Artens utbredningsområde är Södra Ishavet. Inga underarter finns listade i Catalogue of Life.